# Alexander Petuchow
Alexander Anatoljewitsch Petuchow (russisch Александр Анатольевич Петухов; * 11. Januar 1985 in Dscheskasgan) ist ein kasachischer Fußballtorwart.

## Karriere
Seine Profikarriere begann er im Jahre 2002 beim kasachischen Erstligisten FK Atyrau. 2003 wurde Petuchow vom russischen Verein Rubin Kasan verpflichtet, wo er nur für die zweite Mannschaft insgesamt vier Saisons spielte. Danach wechselte der Torwart während der Saison 2006 zu Tobol Qostanai.

## Erfolge
- Kasachischer Meister: 2010
- Kasachischer Vizemeister: 2007, 2008
- Kasachischer Pokalsieger: 2007

| Personendaten    | Personendaten                      |
| ---------------- | ---------------------------------- |
| NAME             | Petuchow, Alexander                |
| ALTERNATIVNAMEN  | Petuchow, Alexander Anatoljewitsch |
| KURZBESCHREIBUNG | kasachischer Fußballtorwart        |
| GEBURTSDATUM     | 11. Januar 1985                    |
| GEBURTSORT       | Dscheskasgan                       |